# 221 km
221 km (ros. 221 км) – przystanek kolejowy w pobliżu miejscowości Murawinka i Guta, w rejonie złynkowskim, w obwodzie briańskim, w Rosji. Położony jest na linii Briańsk - Homel.
Obecnie ruch pasażerski z przystanku jest zawieszony.